# Czeplaje (rejon smorgoński)
Czeplaje – dawniej wieś. Obecnie część Ciereszek na Białorusi, w obwodzie grodzieńskim, w rejonie smorgońskim, w sielsowiecie Sinki.
Dawniej używana nazwa – Ciepłoje.

## Historia
W czasach zaborów w okręgu wiejskim Sakowicze gminie Bienica, w powiecie oszmiańskim, w granicach Imperium Rosyjskiego. W 1905 roku wieś Czeplaje 2 liczyła 24 mieszkańców, 27 dziesięcin.
W latach 1921–1945 wieś leżała w Polsce, w województwie wileńskim, w powiecie oszmiańskim, w gminie Krewo.
W 1931 w 9 domach zamieszkiwało 50 osób.
Wierni należeli do parafii rzymskokatolickiej i prawosławnej w Bienicy. Miejscowość podlegała pod Sąd Grodzki w Mołodecznie i Okręgowy w Wilnie; właściwy urząd pocztowy mieścił się w Bienicy.
W wyniku napaści ZSRR na Polskę we wrześniu 1939 miejscowość znalazła się pod okupacją sowiecką. 2 listopada została włączona do Białoruskiej SRR. Od czerwca 1941 roku pod okupacją niemiecką. W 1944 miejscowość została ponownie zajęta przez wojska sowieckie i włączona do Białoruskiej SRR.
Od 1991 w składzie niepodległej Białorusi.